# Antoaneta Emanuilova
Antoaneta Emanuilova (* 1980 in Sofia) ist eine deutsche Cellistin und Musikpädagogin bulgarischer Herkunft.

## Leben und Wirken
Emanuilova kam im Alter von sieben Jahren nach Deutschland. Als Stipendiatin der Villa Musica, der ZEIT-Stiftung in der Deutschen Stiftung Musikleben und der Landessammlung Baden-Württemberg studierte sie bei Wolfgang Boettcher und Jens Peter Maintz in Berlin sowie bei Joel Krosnick an der Juilliard School in New York. Nach mehreren Ersten Bundespreisen beim Wettbewerb Jugend musiziert gewann sie den Ersten Preis beim Domenico-Gabrielli-Wettbewerb in Berlin und den Grand Prix des internationalen Wettbewerbs Musik und Erde.
Sie gab im In- und Ausland Konzerte als Solistin und arbeitete als Kammermusikerin u. a. mit Jörg Widmann, Nils Mönkemeyer, Anna Prohaska, Lauma Skride, Shirley Brill, Thomas Brandis, Amihai Grosz, Pauline Sachse, Martin Spangenberg, Ilan Gronich, Thomas Brandis, Eszter Haffner und dem Kuss Quartet zusammen. Von 2007 bis 2012 war sie stellvertretende Solocellistin im Gürzenich-Orchester Köln. Daneben gastierte sie als Erste Cellistin u. a. beim Concertgebouw-Orchester, den Bamberger Symphonikern, dem Radio-Sinfonieorchester Stuttgart des SWR, der Deutschen Kammerphilharmonie Bremen, dem Scottish Chamber Orchestra und beim Balthasar-Neumann-Ensemble und trat regelmäßig als 1. Solocellistin im Budapest Festival Orchestra unter Iván Fischer und ständiger Gast von Claudio Abbado im Lucerne Festival Orchestra auf.
2012 wurde sie Mitglied des Mahler Chamber Orchestra und des Oberon Trios (mit Henja Semmler, Geige und Jonathan Aner, Klavier). Mit letzterem hatte sie Auftritte in der Berliner Philharmonie, dem Wiener Konzerthaus und der Kölner Philharmonie mit Partnern wie Ian Bostridge, Tabea Zimmermann und Christoph Prégardien. An der Hochschule für Musik und Theater Rostock leitet sie seit 2014 eine eigene Celloklasse und hatte von 2016 bis 2018 eine Vertretungsprofessur inne.